# 女方 (小説)
『女方』（おんながた）は、三島由紀夫の短編小説。全8章から成る。三島が初めて書いた歌舞伎台本『地獄変』上演時の様子をもとにした小説で、登場する女方の歌舞伎役者は六代目中村歌右衛門がモデルとなっている。
歌舞伎通だった三島が歌舞伎役者を題材に、俳優芸術の「美的怪物性」や、女方の俳優の「女性的なディオニュソス」を描いた作品である。
『真夏の死』『橋づくし』とともに三島の短編小説の中でも特に高く評価された作品で、短編作家としての三島の地位を不動のものにした作品として位置づけられている。

## 発表経過
初出は1957年（昭和32年）、雑誌『世界』1月号（第133号）に掲載された。
単行本としては、同年10月に講談社より刊行の『創作代表選集20』に収録された後、翌1958年（昭和33年）1月に文藝春秋新社から刊行の『橋づくし』に収録された。その後、1968年（昭和43年）9月15日に刊行の『花ざかりの森・憂国――自選短編集』（新潮文庫）にも収録された。
翻訳版はドナルド・キーン訳の英語（英題：Onnagata）のほか、イタリア語（伊題：Onnagata）、ドイツ語（独題：Der onnnagata）、フランス語（仏題：Onnagata）、中国語（中題：旦角）などで行われている。

## あらすじ
大学の国文科出身の増山は、高校時代から歌舞伎の虜になって以来、女方の役者・佐野川万菊の芸に心酔している。冷艶な万菊が舞台で放つ「冷たい焔のようなもの」に魅せられた増山は、万菊が雪姫を演じる『祇園祭礼信仰記・金閣寺』の興行中、何日も通うほどだった。『道成寺』や『妹背山』でもその美しい目づかいの多様な演技に「魔的」なものを感じ、舞台上の万菊の肉体から発せられるしなやかさ、優雅、繊細などの女性的な美の諸力の姿から迸る「暗い泉」のようなものの正体を「優美な悪」と捉えていた。
そうした万菊の芸の魅惑から歌舞伎の「作家部屋の人」となった増山であったが、それは同時に舞台裏を見ることで万菊の魅惑の呪縛から逃れたいという意識もあった。しかし楽屋での万菊を知っても幻滅はなく、衣裳を脱いだ肩まで白粉のある男の身体は見ようによってはグロテスクではあっても、来訪客の前で弁当の食事をとらなければならない時のたしなみも鏡台の脇で後ろ向きに手早く済ます女らしい作法に則り、普段も舞台姿に照応する艶やかさが内部に潜んでいるのを見た。
万菊は、女方の心得である『あやめぐさ』の訓示にある「常が大事」をひたすら守っていた。男である万菊が日常も女らしい身のこなしと女言葉を心がけているのを知った増山は、「仮構の日常が仮構の舞台を支えている」のだと感心し、それこそ女方であり、「女方こそ、夢と現実との不倫の交わりから生れた子」だと考える。増山は、万菊から長唄の作曲者への注文など、何かと用を頼まれるほど信頼されていて、万菊は増山が自分を好いていることをよく承知している様子だった。
増山の所属する劇団で正月興行用に新劇作家による『とりかへばや物語』を典拠にした平安朝物の新作演目が作られ、その劇作家の信頼する若い人物が演出担当に決まった。万菊はそのことに反対しなかったが、畑の違う演出家が来ることの不安を少し口にしていた。増山は会社から役者たちと演出家らの間のパイプ役を任され、打ち合わせの会にも同席した。定刻よりも遅れてやって来た演出家の川崎は長髪で、いかにも新劇青年といった風情で、仲の良い劇作家の方ばかり顔を向けていたため、万菊以外の歌舞伎役者たちはどことなく川崎に馴染めない雰囲気を醸し出していた。
川崎はイプセンやアメリカ現代劇の演出で才覚を見せていたが歌舞伎については全くの素人で、稽古場でも西洋人が1人紛れ込んでいるかのようだったため、増山から歌舞伎の術語を一つ一つ説明を受けながら、歌舞伎役者たちと対話した。だが増山は川崎の理論の精密さや人柄の誠実さが次第に分かってきて、歌舞伎の世界にはいない本当の青年らしさに好感を持つようになる。
クリスマスの二日後の立ち稽古の時、他の役者たちと違って、万菊はいつにも増して従順に川崎の演出指示に従っていた。出場が終わって万菊が窓際の席に戻った後、増山は用事があって稽古場を一旦離れた。そして再び部屋に戻ると、稽古に集中する川崎をじっと見つめる万菊の柔和な横顔の情景が増山の目に入る。その後万菊は増山を楽屋に呼び、他の役者たちと対立的になっている川崎を気遣う言葉をさりげなく話した。万菊自身は自分の川崎への恋に気づいていないように増山にはみえた。
一方、焦燥の様子の川崎は増山を酒に誘い、稽古場での愚痴や悩みを吐露した。それは意外にも川崎の演出に反発してごねている役者たちへの不満ではなく、従順すぎる万菊への不満であった。川崎は主役の万菊が一番自分を冷笑し子供扱いしていると訴え、演出家の自分の好きなようにさせて舞台への責任を一切持たないという風に心の中で見下している腹黒い役者だと万菊のことを罵り、その見当外れを増山は呆れて聞いていた。川崎は理論には秀でた青年ではあるが、芝居の裏の「暗い美的な魂」を洞察する目はないように増山は思った。
年が明け、公演の初日となった。万菊が恋している様子は敏感な弟子らに察知され、その噂が彼らの間で囁かれていた。自分の舞台姿を放心したように鏡の前で見つめている万菊を、暖簾越しに見る増山の心境も複雑であった。女方の「恋の鋳型」は舞台しかなく、万菊が自身の恋を育てるため、舞台上の壮大な恋の感情から進んで暗示を受けるだろうと確信する増山だった。
新作『とりかへばや物語』は評判が良く、万菊の演技を褒めた新聞評を増山は川崎に示すが、負けず嫌いの川崎は演出について書かれてない評への不満を口にする。正月の7日、増山は万菊の楽屋に呼ばれた。万菊はその日の公演の後、川崎を夜の食事に誘おうと思っていることを増山に告げ、川崎に都合を聞いてもらいたいと頼む。稽古の様子で自分の好意が川崎に通じていると万菊は思っているようだった。
幕間の時、混雑する廊下でちょうど川崎と行き会った増山は、万菊の意向を彼に伝えた。今さら万菊が自分に何の用があるのか訝った川崎だったが、増山が「いい機会だから、歯に衣着せないで、君の言いたいことをみんなぶちまければいいじゃないか、君にはそんな勇気はないのかな」と無意識に芝居の端敵役が発するような言葉でけしかけたため、川崎は万菊の食事の招待を受け入れることを決める。
芝居が終わり、身支度を済ませた万菊は楽屋で川崎を待った。川崎が来ると2人は雪の降ってきた戸外へ出る。傘を2人に差し出していた弟子に万菊が何か運転手への用を言いつけた後、川崎と相合い傘で並んでいる姿を見ていた増山は、自分の心の中にもその黒い大きな洋傘が音を立てて開くように感じた。それは、少年時代からずっと崩れることのなかった万菊への幻影が崩れ四散する音だった。だがその幻滅と同時に、今度は新たに嫉妬の感情に襲われている自分を感じ、その感情がどこに向うのか増山は怖れた。

## 登場人物
増山
大学は国文科出身。高等学校時代から歌舞伎好き。特に冷艶な女方の佐野川万菊に魅せられ、歌舞伎界の「作者部屋の人」となっている。所属する興行会社の用事でレビューの若い女の子たちの肌も露わな動物園の獣の群れのような自由な姿態の楽屋に行くこともあるが、そこでは彼女たちと自分の間に格別な違和感は生じず、女らしい優雅な身のこなしが徹底されている万菊や弟子たちのいる楽屋では、肩で暖簾をくぐる自分が男であることを妙に新鮮に感じる。万菊の一門の者から、増山が大学教育を受けた生意気なインテリだと蔭で噂され、彼の衒学が鼻つまみになっている面もある。
佐野川万菊
真女方の歌舞伎役者。華奢な体つき。白菊を好む。日常でも女言葉と女の身のこなしが貫かれて、鏡台から斜に振り返りにっこり笑う一瞬の目元に何とも言えない色気が出る。元禄期の女方の初代芳沢あやめの覚書『あやめぐさ』を手本とし、楽屋で客の前で食事する時も後ろを向いて女らしく静かに食べる。楽屋でも万菊の権勢は強大で、万菊の一門の女方の弟子や衣装係たちはひたすら腰元のように万菊に仕えている。
川崎
若い演出家。増山よりも5、6歳年下。某新聞社の演劇賞を受賞したことがある有望株。5尺7、8寸（約175センチ）の長身。彫りの深い男らしい顔だが神経質な風貌でもあり、鼻の下まで垂れ下がる長髪をたびたび掻き上げる、ありきたりな新劇青年の格好。心の持ち方は裏表なく清潔で青年らしい。
新劇の劇作家
川崎と昵懇の作家。『とりかへばや物語』を典拠にした新作の平安朝物の制作者。レンズの厚い眼鏡の奥に二重の見える突き出た眼。

## 作品背景
※三島自身の言葉の引用部は〈　〉にしています（他の作家や評者の論文からの引用部との区別のため）。

### 歌舞伎マニア
三島が歌舞伎に興味を持つきっかけは、歌舞伎好きであった祖母・夏子が母・倭文重を連れて頻繁に歌舞伎座に行き、観た芝居の絵の木版画が一つ一つ入った〈筋書〉（プログラム）を持ち帰って、家でも〈しよつちゆう芝居の話〉をし、〈歌舞伎座のガラガラのお土産〉を幼児の公威（三島）に買い与えていたことが最初だった。そんなことから自然と〈世の中にそんなにすばらしいものがあるのか〉と、歌舞伎というものに憧れ始めた幼い三島は、歌舞伎座に行く祖母と母をいつも羨ましく思っていたが、歌舞伎は〈淫らなところがあるから〉〈教育に悪いから〉子供が見るものではないという家庭の方針で小学校のうちは観劇を禁じられていた。
そしてやっと観劇のお許しが出たのが1938年（昭和13年）10月の中等科1年の13歳の時で、祖母・夏子に連れられて初めて観劇した『仮名手本忠臣蔵』の〈大序の幕があいたときから〉すっかり魅せられた三島は、〈完全に歌舞伎のとりこ〉になり、見終わった後も非常に満足した。
それ以来毎月欠かさず歌舞伎座に足を運ぶようになった三島は、古本屋で原典の浄瑠璃も読み、舞台を見ながら演目の感想を帳面につけ観劇後には必ず評価を書く習慣となった。17歳から22歳までは観劇記録『平岡公威劇評集』と名付けて本格的に記録するなど、役者の台詞や様々な型などを事細かく研究し歌舞伎通になった。こうした綿密な分析を記帳した歌舞伎観劇の体験がもしも三島になかったら、「『女方』という小説は書けなかった」とドナルド・キーンは解説している。
『平岡公威劇評集』（『芝居日記』）を付けていた10代から20代初めにかけて三島が熱中し贔屓にしていた歌舞伎役者は、七代目澤村宗十郎であった。三島は七代目澤村宗十郎を〈名優〉と評し、〈名優〉が志したものは〈自ら典型と化すること〉だったとして、宗十郎がみせる〈大首ものの錦絵にみる古名優の顔貌〉に室町時代など近世の〈現実に住んだ人々の面影〉を空想しながら芝居を堪能した。
1946年（昭和21年）に旗一兵に紹介され東京劇場のロビーで三島と初めて会った戸板康二（当時『演劇界』の編集者）は、「宗十郎（七代目）は好きですか」といきなり質問され、「ああいう古風な芸風は一般に受けないようだが、ぼくは好きですよ」と答えると、「やっぱりそうでしょう。戸板さんは歌舞伎がわかるんだ」と三島は嬉しそうに笑ったという。

### 三島と中村歌右衛門
そして宗十郎贔屓に続いて三島が夢中になった役者が、終戦直後に観た『義経千本桜』の静御前役で本格的に惹かれた六代目中村芝翫（六代目中村歌右衛門）だった。成駒屋の六代目中村芝翫（本名は河村藤雄）は、前名の六代目中村福助から1941年（昭和16年）10月に襲名していた。三島は1949年（昭和24年）2月に『中村芝翫論』を発表し、若女方の芝翫の美を〈古典的〉でもあり〈近代的〉でもあると賞揚した。
中村芝翫には、中村福助時代の1938年（昭和13年）4月に男衆（解雇された番頭）と駆け落ちし、5月に北海道で発見されるという一騒動が過去にあった。動物好きで熊や犬のぬいぐるみを蒐集するのが趣味の人でもあった。
芝翫は1951年（昭和26年）4月に新装開場の歌舞伎座で六代目中村歌右衛門を襲名した。この襲名披露の際、三島は歌舞伎座のプログラムや雑誌『芸術新潮』に新歌右衛門についての文章を寄稿し、歌右衛門を特集した『劇評別冊』では戸板康二と対談し歌右衛門の〈非現実的な美しさ〉について語った。
三島が憧れの六代目中村歌右衛門に初めて対面できたのは、その1951年（昭和26年）秋（11月）であった。それより前にも知り合いから歌右衛門の楽屋に何度か誘われたことがあったが、〈舞台上の幻影がほんのわづかでも崩れるのがおそろしさに〉機会を逃していた。そのため三島は初対面時に、舞台の扮装のままでいてくれることを望み、「おかる」（『仮名手本忠臣蔵』の登場人物）の扮装の歌右衛門に楽屋で会った。
歌右衛門との初めての対面の昂奮を、「君、歌右衛門は近くで見ても凜として美しいよ。あれが若い時男衆と駆け落ちしたと思うと、つくづくそいつが空おそろしい」と三島は知人の堂本正樹に報告したという。そんな歌右衛門贔屓の三島であったが、〈貴下のセリフに義太夫腹の加はらんことを〉と細い発声について触れ、〈貴下の芸の冷艶精緻な線を一度殺して太い鈍感な１本の線で組み立てられた芝居を一度試みられんことを〉と注文することもあった。
そして三島は、松竹の高橋蔵雄、永山武臣から依頼されて1953年（昭和28年）に芥川龍之介の小説を脚色した1幕2場の歌舞伎台本『地獄変』を発表した。三島が初めて書いた義太夫入りの歌舞伎台本『地獄変』は、久保田万太郎の演出により1953年（昭和28年）12月5日から26日まで歌舞伎座で上演され、六代目中村歌右衛門と十七代中村勘三郎、八代目松本幸四郎が共演した。
『地獄変』での歌右衛門の好演について三島は、〈この人の誠実さ、芸熱心には、今度の私の芝居（地獄変）に当つて、改めて頭が下つた〉と感謝した。
その『地獄変』を含め、三島は『鰯売恋曳網』（1954年）、『熊野』（1955年）、『芙蓉露大内実記』（1955年）、『むすめごのみ帯取池』（1958年）、『椿説弓張月』（1969年）といった「三島歌舞伎」と呼ばれる歌舞伎作品を生涯で6作執筆した。最後の『椿説弓張月』以外の5作は中村歌右衛門が演じることを想定し彼のために書かれたもので、舞踊劇『熊野』は歌右衛門の方から初めて依頼があった作品である。歌右衛門は、様々な歌舞伎作品を三島から提供されていくうちに、「ああ、私はもうこの方についていれば大丈夫なんだな」と思うようになったという。
歌右衛門に関する評論文も多数執筆した三島は、豪華版の写真集『六世中村歌右衛門』（1959年）では編集を担当し、寄稿者選定から執筆依頼まで自ら行い、歌右衛門の家を毎日訪れて写真を選んだ。序文に「六世中村歌右衛門序説」を書いた三島は歌右衛門を、時代を代表する女方の役者と捉えて〈丈が現代を代表するその仕方は徹頭徹尾、反時代的なものである〉と評し、宿命的芸術家として〈暁天の星ほどに稀である〉と讃えた。歌右衛門は後年、この三島編集の写真集を「あれは私への形見ですね。すばらしい巻頭言でした」と述べ、「本当、あの三島さんの文章は私の宝です」と語っている。

### 「女形論争」
三島の『女方』の作中には、〈女方が気味がわるいと云つて歌舞伎を毛嫌いする一部の人などに、かういふところを見せたら何と言ふかわからない〉というくだりがあるが、三島が『女方』を発表する1957年（昭和32年）前後には、1956年（昭和31年）に武智鉄二が女形を「時代錯誤なグロテスクなもの」とする「女形不要論」を展開し、その是非を巡って「女形論争」が起っていた。
この戦後の昭和の「女形論争」より以前の、明治の西欧近代化推進の時期にも「演劇改良会」の提唱による「女形は不自然だから女性は女優が演じるべき」といった「女形廃止論」が度々持ち上がっては繰り返していた時代背景があり、文明開化による照明技術の発達に伴う形で、舞台からよく見える外見上の性と役者の身体の性差が一致することが「自然」とみなす考え方が観客の間にもみられた。
江戸時代の歌舞伎界では、井原西鶴の『男色大鑑』5・6・7・8巻にも取り上げられているように、女方の役者が「色子」をするなど女方と男色とが密接に結びつき、若女方、若衆方といった若い美貌の役者が、夜は陰間茶屋でお客の求めに応じ男娼をすることが風習としてあった。「演劇改良会」の運動は、こうした江戸風俗の名残の「色子」や若手役者らの人的交流を断つことを目指し、江戸歌舞伎が有していた「性的ないかがわしい部分」を抹殺していった。
また大正期には、ドイツの精神医学者のリヒャルト・フォン・クラフト＝エビングの著書『変態性慾心理』の翻訳本が1913年（大正2年）に出版され、異性に扮するという外見上の不自然さが目につく異性装や同性愛を「変態性欲」と規定する言説も広まった。
そうした明治・大正期の女形否定や異性装への変態視の動向の中、森鴎外が1913年（大正2年）に発表した一幕物の『女がた』では、女形の異性装が喜劇仕立てのプロットの中で肯定的な趣で配置されていた。「女形廃止論」言説とは一線を画す傾向を示していた鷗外作品『女がた』へのオマージュ的な側面が三島の『女方』にあったのではないかとも見られている。

### 三島の自作解題
三島は『女方』について〈モデルのある小説〉だとし、特に誰かは明記されてはいないが、作品の内容や三島と六代目中村歌右衛門との交友関係、三島の歌右衛門に対する多くの評論の内容からみて、歌右衛門がモデルであることは各研究者から指摘されている。また、語り手で主人公の増山は、三島自身を投影した人物だともみられているが、千谷道雄は「自分をモデルにしている」と述べている。
この作品を三島は〈俳優芸術といふものの美的怪物性の研究である〉とし、主題については〈役者の世界の、壮大と卑俗と自分本位〉を扱ったものとしている。また、学友だった德川義恭をモデルにした『貴顕』（1957年）と〈対〉をなす作品だとも語り、〈俳優の分析〉〈女性的なディオニュソス〉の主人公を描いたものと自註している。
なお、女方の〈佐野川屋〉の〈佐野川万菊〉の名は、初出では〈浜村屋〉の〈瀬川菊之丞〉だったが、当時、同名の現役人物の六代目瀬川菊之丞が前進座にいることを阿部知二から指摘され、単行本『橋づくし』収録の際に現行の〈佐野川万菊〉に変更された。
〈佐野川万菊〉も江戸時代中期にいた実在の名跡で、守随憲治著『歌舞伎序説』（改造社、1943年7月）の説明によると、佐野川万菊の名跡は幕末・明治時代の佐野川徳太郎の市松（佐野川市松、市松模様の語源となった人物）まで名義は五代あるが、三代までが世に知られていたとされる。作中の〈佐野川屋〉という家号は三島が仮に創作したもので、佐野川万菊の正しい家号の情報を三島は単行本『橋づくし』の「あとがき」で尋ねていた。

## 作品評価・研究
※三島自身の言葉の引用部は〈　〉にしています（他の作家や評者の論文からの引用部との区別のため）。

### 同時代評
同時代評の文壇的評価は、「説明」的な叙述部分や女方自身があまり描かれていないといった不評も散見されるが、大方の意見は作品としての出来映えを高評するものが主流の様相となっている。
臼井吉見は、掲載雑誌『世界』発表直後から「新年号唯一の傑作」と太鼓判を押して、「人間心理の複雑な反応を見事に描きわけてみせた筆力」を賞揚した。平野謙も高評価し、特殊な世界を取材した「一篇の美的世界をきずきあげている佳作」だと述べた。
阿部知二は、「これは青春の小説、やっぱり同性愛の小説だよ」と述べ、「女方の美というものをこんなによく書いた文章はめずらしいと思うくらい力の入った叙述」だと高評した。高見順はそれについて、「これは説明」と手厳しく反論するが、その新しさを指摘し、丹羽文雄は、三島の「あこがれの世界」は書かれていながらも、女方自身が書かれてはいないと評した。
山本健吉は、小林秀雄が三島に対して「きみの中で恐るべきものがあるとすれば、きみの才能だね」と言っていたことに触れつつ、『女方』のような短編小説には「ケンランたる才能のきれはしが、惜し気もなくばらまかれている」として『女方』を「佳作」と評価した。
川端康成は、三島から献呈された単行本『橋づくし』を読んでその収録作品などの感想として、「橋づくしも面白いですが、私ハ女方と貴顕、――御説みすず書房の宗達は大変すぐれたものと存じます。――殊に女方は非常に好きです」と三島に伝えている。

### 後年の評価・研究
『女方』は三島の短編小説の中でも評価が高く、『真夏の死』や『橋づくし』と並んで短編作家としての三島の地位を不動のものにした作品と位置づけられている。研究としては三島の小説家としての作家論的側面から考察するものや、森鴎外の同名作品『女がた』との比較論、作品で描かれる女方をジェンダー論的に分析する傾向も見られる。
佐伯彰一は、『女方』を三島の短編小説の代表作に挙げ、鶴田欣也は、〈白粉〉、〈白菊〉、〈白い壁〉、〈朱い鳥居〉、〈深紅の寒菊〉、万菊の頬の〈紅ひの色〉、〈黒い大きな濡れた洋傘〉など、作中に表れている「白」「赤」「黒」のイメージから、凍結された女方の生が次第に暖められて、舞台から日常の現実に放たれて息づく過程を分析・考察し、「生から死を目指す三島作品の中では稀有な作品」だと評価している。
篠原昭二は、作中で『とりかへばや物語』（実は兄である妹役を万菊が演じる）が取り上げている点に着目し、この平安後期の古典物語には性愛描写が多く官能的・頽廃的でもあることから、『禁色』など同性愛に深い関心を寄せていた三島にとり、『とりかへばや物語』が三島文学のヒントになっていた可能性を指摘している。
橋本治は、三島が「装飾過剰の人」とよく言われがちだが装飾よりも「説明の多さ」が目につくとして、『女方』の中に見られる劇評的な説明文章も三島の「小説という虚構を支える文章」であり、三島の書くものは基本的に説明も「ファンタジー」で、「写生文でさえもファンタジー」であるその装飾過剰性の原因について、三島が自身の目で見たものを「とても熱心に説明したがっているから」だとして、「説明に際して熱っぽさを必要とするくらい、人よりも過剰にものを見る」三島の作家性を解説している。
そして、それは三島と同時代の人間が「あまりに過小にしか物事を見なかったが為に“過剰に物事を見る”という立場に立たざるをえなかった」からだとし、三島が「自分の過剰を“装飾”という形に置き換える」方法をとって、物事をあまり見ることのできなかった同時代の人に対し「“過剰”としか言いようのない認識を押し付ける残酷を回避した、その結果のやさしさが彼の装飾過剰である」のではないかと橋本は考察している。
この「一種の挑発」は、三島の「（装飾性の）過剰が現実に対する批評としての機能を持つ」という意味も含み、それは当時の「現代的」で「単純粗暴な残酷さ」や「即物性」に対立する「饒舌」（装飾過剰）の「豊かなドラマ」であるとし、そうした三島の「ファンタジー」の質について橋本は以下の作中の〈女方〉に対する三島の文章を引きつつ、そこにある〈女方〉という単語は「作家」（「三島由紀夫」）に置き換え可能で、〈女性的表現〉は「幻想的表現」にも置き換えられるが〈一つの関門〉を通して表現するということ自体が三島の生きていた近代という時代の〈女性的表現〉と同義であるから、その部分は単に「表現」で書き改めれば、その時代には〈めづらしい〉作家であった三島その人自身の説明になるとしている。
力も、権勢も、忍耐も、胆力も、智勇も、強い抵抗も、女性的表現といふ一つの関門を通さずしては決して表現しない人である。人間感情のすべてを女性的表現で濾過することのできる才能である。それをこそ真女方といふのだが、現代ではまことにめづらしい。—三島由紀夫「女方」
橋本はさらに、「三島由紀夫にとって、佐野川万菊とは、公然と不安を抱えたままでいられる、達成された自分自身」であると指摘し、佐野川万菊＝三島だとしても、それが三島の「幸福」であるかどうかは分からないとしつつ、三島にとって「幸福な存在」でありえた唯一のものは『仮面の告白』（1949年）で登場する〈血色のよい美しい頬と輝やく目〉の〈紺の股引〉を穿いていた若者（三島が〈彼になりたい〉〈彼でありたい〉と願った存在）であって、三島由紀夫とは「近代が放置してしまった佐野川万菊と紺の股引の若者との間にある膨大な距離を埋めようとして必死になった華麗なる説明家＝幻想的合理主義者である」と論考している。そして、古典劇の〈壮大な感情〉〈身を灼きつくす恋慕〉〈自害する雛衣〉など恋の〈悲劇的世界の感情〉を舞台で演じる万菊が、『憂国』（1961年）のヒロイン麗子に似ている点に橋本は着目し、『憂国』は「佐野川万菊と股引を穿く青年によって演じられる、もっとも完成した近代語による丸本歌舞伎と言ってさしつかえない」と述べて、「幻想主義者」の三島は「“股引を穿く青年”が自分の住む現実の世界に実在すること」を願っていた作家だったとしている。
山内由紀人は、『女方』から3年後に発表された『スタア』（1960年）を「文壇のスタア的存在としての自己を戯画化した作品」「小説家としての自己認識を主題にした小説」と論じる中で、三島の戦後の作品に散見される、「作品世界の現実」と「現実世界の現実」をいつでも選択しうる自由という〈二種の現実の対立・緊張〉の命題（「二つの現実の選択の自由」という問題）に触れながら（詳細はスタア#後年の評価・研究を参照）、『女方』にも『スタア』に連なる主題があるとし、以下の作中の女方の規定の言葉は「三島由紀夫」という小説家の在り方そのものを示したものだと考察している。
仮構の日常が仮構の舞台を支へている。それこそ女方といふものだと増山は考へた。女方こそ、夢と現実との不倫の交はりから生れた子なのである。—三島由紀夫「女方」
山内は、ここでの〈女方〉という言葉は〈スタア〉〈小説家〉に置き換えられ、「三島文学のもっとも底流にある思想」が示された一文で、三島文学の「その世界を逆に支えているものこそ、〈仮面劇〉」であるとしている。
藤木直実は、森鴎外が新派の女形役者・河合武雄が演じることを想定し1913年（大正2年）に発表した『女がた』という一幕物の劇では、温泉宿の常連客で宿の女中に手を出す癖のある好色の富豪老人を、興行帰りの女形の役者が宿の主人に頼まれ富豪と同衾し懲らしめるという内容の喜劇仕立てのプロット中で、女形の異性装が肯定的な風情で描かれていることを解説し、その鷗外の『女がた』と、三島の『女方』が書かれた時期がともに「女形俳優廃止論議」の「最高潮期」に発表されていた共通性に着眼しながら、両作品に共通する、女形俳優の「ジェンダーとセクシュアリティ」と女形の「芸と魅力」に力点が置かれているテーマ性や、そこから分析できる鷗外と三島の立場の差異など考察した上で、鷗外を尊敬しその文体の影響を公言していた三島が鷗外の作品『女がた』と同名の小説を書いた動機として、「鷗外への敬愛」を看取している。
有元伸子は、1960年代・1970年代のアングラ演劇にも影響を与えた歌舞伎が包含する「エロスや猥雑性」の中核にある「女方という異形」「クィア」に着目しつつ、小説『女方』に描かれている女方の身体を「ジェンダー」と「セクシュアリティ」の観点から分けて考察している。まず有元は、男性がヒロイン役をやる場合に声変わり前の少年を起用するシェイクスピア劇などのように女性の「模倣」や「再現」となる西洋演劇とは違って、現実に存在する女性の「リアルな模倣ではない」歌舞伎の女方の芸の特質が「様式的な『示現』の芸術」と評されることや、女方の色気が明治時代の女性たちから〈女性美の一つのお手本〉とされていたことに触れつつ、女方が模倣しているものが「現実の女」ではなく「あるべき女像・抽象的でどこにもありはしない幻想の女像」であることを解説し、また、万菊が舞台上でも日常でも女の役を繰り返し演じ続ける「様式化」された身体の在りようを、「ジェンダー」が繰り返し様式化していく「パフォーマティヴ」なものであるとするジュディス・バトラーの主張とも一致する側面があるとしている。
しかし、その一方で〈魔的な影〉〈深い泉〉とされる万菊の肉体からひらめく芸の魅惑は、様式化された「パフォーマティヴ」の「ジェンダー」認識とはやや異質な「セクシュアリティ」から来ている可能性を有元は考察し、当初は異性愛者的な「ヘテロノーマティヴ」だった増山が、万菊の楽屋裏の様子には幻滅せず「女方のジェンダー越境」については寛容だったにもかかわらず、万菊の「男性に向ける性的欲望によって」初めて〈幻影〉が崩れ去り、それと同時に〈嫉妬〉に襲われる場面においては、江戸時代に濃厚であった女方役者の「色子」（男娼）などの性関係と繋がる「セクシュアリティ」の問題や「クィア性」が示されているとしている。
また、三島の『仮面の告白』（1949年）と随筆『扮装狂』（1944年）で松旭斎天勝の扮装に熱中する様子が共通して描かれていたものの、歌舞伎役者・七代目澤村宗十郎に対する偏愛が高らかに表明されている『扮装狂』とは違い、『仮面の告白』では「異性装を芸能の典型として高めた歌舞伎の要素」が完全に排除され、異性装を異常な「変態性欲」の一つとして西欧的な近代視点で編成し小説化していることを指摘した久保田裕子の論や、「女形を自己の運命として」受け入れていると六代目中村歌右衛門を論じた渡辺保の評論にも触れながら、『女方』の作品意義を論考している。

## 関連作品
- 円地文子『女形一代――七世瀬川菊之丞伝』（講談社、1986年2月）
  - 「七世瀬川菊之丞」は実在の七代目瀬川菊之丞ではなくて、六代目中村歌右衛門をモデルにした小説[27][81]。作中でラシーヌの翻案劇を菊之丞のために提供する「沢木紀之」は三島をモデルにしている[27][81]。三島が実際、歌右衛門のために書いた歌舞伎作品『芙蓉露大内実記』もラシーヌの『フェードル』の翻案劇である[82][83]。

## おもな収録刊行本

### 単行本
- 『橋づくし』（文藝春秋、1958年1月31日）
  - クロス装。機械函。同年の「昭和33年9月30日発行」の5刷で函の色が青色から朱色に変更。223頁
  - 収録作品：「橋づくし」「施餓鬼舟」「急停車」「博覧会」「十九歳」「女方」「貴顕」
- 『花ざかりの森・憂国――自選短編集』（新潮文庫、1968年9月15日。改版1992年3月20日。2020年11月1日）
  - 解説：三島由紀夫
  - 収録作品：「花ざかりの森」「中世に於ける一殺人常習者の遺せる哲学的日記の抜萃」「遠乗会」「卵」「詩を書く少年」「海と夕焼」「新聞紙」「牡丹」「橋づくし」「女方」「百万円煎餅」「憂国」「月」
  - ※ 2020年11月の新装改版より、佐藤秀明の解説追加。
- 『日本幻想文学集成2――ミランダ 三島由紀夫』（国書刊行会、1991年3月25日）
  - 装画・装幀：梅木英治
  - 編集：橋本治。解説：橋本治「幸福な鴉」
  - 収録作品：「中世に於ける一殺人常習者の遺せる哲学的日記の抜萃」「志賀寺上人の恋」「大障碍」「手長姫」「女方」「憂国」「鴉」「ミランダ」「百万円煎餅」
- 英訳版『真夏の死 その他』 “Death in Midsummer and other stories”（訳：エドワード・G・サイデンステッカー、ドナルド・キーン、アイヴァン・モリス、ほか）（New Directions、1966年。Penguin Books Ltd、1986年）
  - 収録作品：真夏の死（Death in Midsummer）、百万円煎餅（Three Million Yen）、魔法瓶（Thermos Flasks）、志賀寺上人の恋（The Priest of Shiga Temple and His Love）、橋づくし（The Seven Bridges）、憂国（Patriotism）、道成寺（Dōjōji）、女方（Onnagata）、真珠（The Pearl）、新聞紙（Swaddling Clothes）
  - ※ 1967年（昭和42年）度のフォルメントール国際文学賞（英語版）第2位受賞。

### 全集
- 『三島由紀夫短篇全集』（新潮社、1964年2月10日）
  - 装幀：上口睦人。四六判。2段組。背角革紙継ぎ装。天金。貼函。
  - 収録作品：「花ざかりの森」から「剣」までの74篇。
- 『三島由紀夫短篇全集5 鍵のかかる部屋』（講談社 ロマン・ブックス、1965年7月5日）
  - 装幀：荻太郎。小四六判。2段組。紙装。
  - カバー裏に著者肖像写真。カバー袖に著者略歴。
  - 付録：「あとがき」
  - 収録作品：「ラディゲの死」「鍵のかかる部屋」「復讐」「詩を書く少年」「志賀寺上人の恋」「水音」「海と夕焼」「新聞紙」「山の魂」「牡丹」「施餓鬼舟」「橋づくし」「女方」「貴顕」
- 『三島由紀夫全集10巻（小説X）』（新潮社、1973年4月25日）
  - 装幀：杉山寧。四六判。背革紙継ぎ装。貼函。
  - 月報：芥川比呂志「稽古場の三島由紀夫氏」。《評伝・三島由紀夫 1》佐伯彰一「二つの遺書（その1）」。《同時代評から 1》虫明亜呂無「主として『金閣寺』をめぐって」
  - 収録作品：「金閣寺」「十九歳」「施餓鬼舟」「橋づくし」「女方」「美徳のよろめき」「貴顕」「百万円煎餅」「スタア」
  - ※ 同一内容で豪華限定版（装幀：杉山寧。総革装。天金。緑革貼函。段ボール夫婦外函。A5変型版。本文2色刷）が1,000部あり。
- 『三島由紀夫短篇全集』〈下巻〉（新潮社、1987年11月20日）
  - 布装。セット機械函。四六判。2段組。上巻と2冊組で刊行。
  - 収録作品：「家庭裁判」から「蘭陵王」までの73篇。
- 『決定版 三島由紀夫全集19巻・短編5』（新潮社、2002年6月10日）
  - 装幀：新潮社装幀室。装画：柄澤齊。四六判。貼函。布クロス装。丸背。箔押し2色。
  - 月報：吉田知子「同時代の喜び」。葛井欣士郎「花ざかりの追憶」。［小説の創り方19］田中美代子「０氏の自画像」
  - 収録作品：「急停車」「卵」「不満な女たち」「花火」「ラディゲの死」「陽気な恋人」「博覧会」「芸術狐」「鍵のかかる部屋」「復讐」「詩を書く少年」「志賀寺上人の恋」「水音」「S・O・S」「海と夕焼」「新聞紙」「商ひ人」「山の魂」「屋根を歩む」「牡丹」「青いどてら」「十九歳」「足の星座」「施餓鬼舟」「橋づくし」「女方」「色好みの宮」「貴顕」「影」「百万円煎餅」「スタア」「『山の魂』創作ノート」

### アンソロジー
- 『戦後短篇小説選――『世界』1946-1999〈2〉』（岩波書店、2000年2月）
  - 収録作品：阿部知二「思出」、大岡昇平「鷹」、川端康成「名人生涯」、広津和郎「青年期と晩年」、里見弴「骨」、井伏鱒二「病中所見」、佐藤春夫「上人遠流」、伊藤整「父の死まで」、椎名麟三「門のある家」、三島由紀夫「女方」、大原富枝「こだまとの対話」、長谷川四郎「家常茶飯」